# Kaja Rogulj
Kaja Rogulj (* 15. Juni 1986 in Split) ist ein ehemaliger kroatischer Fußballspieler auf der Position eines Innenverteidigers.

## Karriere
Rogulj begann seine Karriere im Nachwuchs von Hajduk in seiner Heimatstadt Split. Im Sommer 2003 wechselte er zu NK Omis, wo er zwei Saison's lang unter Vertrag stand. Die Spielzeit 2005/2006 verbrachte Rogulj in der Herbstsaison bei NK Croatia Sesvete, in der Frühjahrssaison bei HNK Segesta Sisak, ehe er zwischen 2006 und 2008 in Bosnien-Herzegowina bei NK Posušje anheuerte. 
Der Innenverteidiger kehrte im Sommer 2008 in seine kroatische Heimat zum NK Slaven Belupo Koprivnica zurück und konnte sich dort als Stammspieler in der 1. HNL etablieren. Nach dem Auslaufen seines Vertrages wechselte Rogulj schließlich im Sommer 2011 zum österreichischen Traditionsverein FK Austria Wien, wo er 2013 österreichischer Meister wurde.
Zur Saison 2014/15 wechselte er zum FC Luzern in die Schweiz. Er ersetzte beim FC Luzern den Kroaten Tomislav Puljić, welcher keinen neuen Vertrag erhalten hatte. Rogulj besaß beim FC Luzern einen Vertrag bis Ende Juni 2017.
Am 2. Februar wurde Rogulj bis Ende Juni 2017 in die Challenge League an den FC Le Mont-sur-Lausanne ausgeliehen.
Am 30. Oktober 2017 wechselte er nach Litauen zum FK Žalgiris Vilnius. Im Februar 2018 kehrte er nach Kroatien zurück, wo er sich dem Zweitligisten NK Dugopolje anschloss.
Zur Saison 2018/19 wechselte er nach Österreich zum Zweitligisten SV Horn. Nach der Saison 2018/19 beendete er seine Karriere.

## Erfolge
- 1× österreichischer Meister (2013)